# Parti d'unité prolétarienne
Pour les articles homonymes, voir Pup et Parti d'unité prolétarienne (homonymie).
Le Parti d'unité prolétarienne (PUP) est un ancien parti politique français, actif de 1930 à 1937. Il est constitué essentiellement d'anciens membres, exclus ou dissidents, de la Section française de l'Internationale communiste. Lors des élections législatives de 1936, il fait partie de la coalition du Front populaire.
Les Jeunesses prolétariennes unitaires constituent son mouvement de jeunesse.

## Historique du PUP
Le Parti d'unité prolétarienne a été créé en décembre 1930 par fusion de deux petits partis politiques, nés de scissions du Parti communiste (SFIC) et situés entre ce dernier et le parti socialiste SFIO :
- Le Parti ouvrier et paysan (POP) créé en 1929.
- Le Parti socialiste communiste ou Union socialiste communiste (PSC ou USC) de Paul-Louis (créé en 1923).

Le secrétaire général du PUP était Louis Sellier, ancien secrétaire général du Parti communiste (SFIC) (1923-1924), élu du XVIIIe arrondissement, exclu du parti en 1929 en compagnie de cinq autres conseillers municipaux de Paris qui se rallient au PUP : Louis Castellaz (XIIe arrondissement), Jean Garchery (XIIe arrondissement), Louis Gélis (XIIIe arrondissement), Camille Renault (XIe arrondissement), François Salom (XIVe arrondissement). Ils sont rejoints par Louis Duteil (XVe arrondissement). Tous avaient été élus peu de mois avant sur les  listes dites du « Bloc ouvrier et paysan », présentées par le PC-SFIC. Il ne restait plus qu'un élu municipal parisien, resté au PC-SFIC, après ces exclusions, André Marty.
Au niveau international, le PUP était membre du Bureau international pour l'unité socialiste révolutionnaire. 
En 1936, le PUP fit partie de la coalition des forces de gauche qui amenait au pouvoir le Front populaire.
Le PUP disparaît en juin 1937, en intégrant la SFIO. Ses militants étaient surnommés les « Pupistes ».

## Les députés du PUP
Durant deux législatures, le PUP, eut un groupe parlementaire de quelques députés, qui devaient leur élection à la forte implantation locale, constituée lors de leur militantisme au PC-SFIC, à la fondation duquel ils avaient participé. Tous n'étaient pas adhérents du PUP, mais celui-ci leur permettait un minimum de visibilité politique. En 1932, la plupart d'entre eux furent élus malgré la présence ou le maintien au 2e tour des candidats communistes. En 1936, ils étaient en principe, au second tour, les candidats du Front populaire. Mais certains durent faire face au maintien d'un candidat du PC-SFIC ou de la SFIO.

### Les élus de 1932
- Charles Auffray, à Clichy dans le département de la Seine.
- François Chasseigne, à Issoudun dans l'Indre
- Pétrus Faure, à Saint-Étienne, dans la Loire.
- René Plard, à Troyes, dans le département de l'Aube.
- Émile Périn, à Nevers, dans la Nièvre.
- Trois élus parisiens :
  - Jean Garchery dans le quartier Picpus, 12e arrondissement.
  - Louis Gélis, dans le quartier Croulebarbe, 13e arrondissement.
  - Louis Sellier, dans le quartier de la Goutte d'Or, 18e arrondissement.

### Les élus de 1936
Mis à part Charles Auffray, qui devancé au 1er tour doit laisser son siège à un communiste pour lequel il se désiste, les députés sortants sont réélus. Cependant le groupe des « pupistes » se trouve renforcé des dissidents alsaciens du communisme :
- François Chasseigne, à Issoudun dans l'Indre
- Pétrus Faure, à Saint-Étienne, dans la Loire.
- René Plard, à Troyes, dans le département de l'Aube.
- Émile Périn, à Nevers, dans la Nièvre.
- Jean Garchery dans le quartier Picpus, 12e arrondissement.
- Louis Gélis, dans le quartier Croulebarbe, 13e arrondissement.
- Louis Sellier, dans son fief de la Goutte d'Or, 18e arrondissement.
- Deux députés alsaciens, élus dans le département du Bas-Rhin :
  - Charles Hueber, à Strasbourg-ville 1re
  - Jean-Pierre Mourer à Strasbourg-ville 2e

Le cas de Jacques Doriot, élu à Saint-Denis, Seine, est particulier. Avant qu'il ne soit battu en 1937, par le communiste Fernand Grenier, lors d'une élection partielle, il fonde dès la fin de 1936 un autre parti politique, le Parti populaire français.
La plupart sont élus dans le cadre de la coalition du Front populaire. Mais Jacques Doriot, Louis Gélis, et Jean-Pierre Mourer sont élus grâce au retrait du candidat de droite. Ils battent les candidats « front populaire » : pour les deux premiers, des communistes qui se sont maintenus pour barrer l'élection de ceux que le PC-SFIC appelle des « renégats » et un socialiste SFIO pour le troisième.
Le groupe cesse d'exister en 1937.

## Autres personnalités du PUP
- Alexandre Bachelet, sénateur.
- André Berthon, ancien député de la Seine (SFIO puis SFIC).
- Delarue, ancien membre du PCF, secrétaire adjoint de l'Union des syndicats du Nord. Rejoint le PUP en 1931.
- Augustin Desoblin : cheminot, député PCF du Nord (1924-1932), exclu du PCF en mars 1932 devient « socialiste-communiste ».
- Paul-Louis, journaliste et historien.
- Jean Minjoz, defenseur des syndicats ouvriers, député et secrétaire d'État SFIO après 1945.
- Georges Servantier (1867-1933), ancien membre du PCF.
- Maurice Juncker, avocat à la Cour d’appel de Paris, qui représenta le PUP, en 1938, au Bureau de Londres[4]
- Madeleine Pelletier, doctoresse, militante féministe et socialiste française, secrétaire de la commission des femmes fondée le 27 mars 1931 ayant pour but de recruter des femmes pour le PUP et de traiter des questions sociales.
- Simon Sabiani à Marseille, qui quitte le PUP pour adhérer au PPF.

## Sources
- l'Humanité, 3 et 4 mai 1936. (Résultats du 2e tour des élections législatives).
- Michel Dreyfus: PCF, crises et dissidences. Éditions complexe, 1990.
- Georges Lefranc: Le mouvement socialiste sous la troisième République. Payot, 1963.